# Ngô Thành Liêm
Ngô Thành Liêm (data de nascimento desconhecido) é um ex-ciclista olímpico vietnamita. Representou sua nação em dois eventos nos Jogos Olímpicos de Verão de 1956.